# أنطونيو كروس
أنطونيو كروس (بالإيطالية: Antonio Croce)‏ هو لاعب كرة قدم إيطالي، ولد في 9 يونيو 1986 في فودجا في إيطاليا. لعب مع إنتر ميلان ونادي بادوفا ونادي مسينا.

## وصلات خارجية
- أنطونيو كروس على موقع قاعدة بيانات كرة القدم.إي يو (الإنجليزية)
- أنطونيو كروس على موقع Soccerway.com (الإنجليزية)